# Саркоплазма
Саркоплазма (лат. Sarcoplasm), міоплазма (лат. Myoplasm) - цитоплазма гладко-м'язових клітин, поперечно-смугастих і серцевих м'язових волокон.
Основна речовина саркоплазми - матрикс - складається з:
- гліколітичних ферментів та інших глобулярних білків, зокрема міоглобіну;
- солей і поліфосфатів;
- глікогену, що витрачається в процесі м'язового скорочення.

Саркоплазма заповнює простір між міофібрилами й оточує ядра клітин. У саркоплазмі містяться рибосоми, мітохондрії (названі в цьому випадку саркосомами), а також утворена мембранами безперервна система бульбашок, трубочок і цистерн, звана саркоплазматичною мережею, яка складається з двох частин:
- перша частина витягнута уздовж міофібрил і відповідає ендоплазматичній мережі в інших типах клітин;
- друга спрямована поперек м'язового волокна й утворює так звану Т-систему, що переходить в деяких місцях у сарколему, по ній імпульси з поверхні волокна проводяться вглиб його.

Саркоплазматична мережа забезпечує передачу імпульсів збудження всередині волокна. Вона також містить фактор розслаблення, інгібуючий аденозінтріфосфатаза.
Саркоплазма в різних кількостях міститься в різних типах поперечносмугастих волокон: у білих волокнах саркоплазми мало, в червоних - багато.